# Romagny-Fontenay
Romagny-Fontenay es una comuna nueva francesa situada en el departamento de Mancha, de la región de Normandía.

## Historia
Fue creada el 1 de enero de 2016, en aplicación de una resolución del prefecto de Mancha de 4 de diciembre de 2015 con la unión de las comunas de Fontenay y Romagny, pasando a estar el ayuntamiento en la antigua comuna de Romagny.

## Demografía
| Gráfica de evolución demográfica de Romagny-Fontenay entre 1800 y 2013 |
|                                                                        |

Los datos entre 1800 y 2013 son el resultado de sumar los parciales de las dos comunas que forman la nueva comuna de Romagny-Fontenay, cuyos datos se han cogido de 1800 a 1999, para las comunas de Fontenay y Romagny de la página francesa EHESS/Cassini. Los demás datos se han cogido de la página del INSEE.

## Composición
| Comuna delegada | Código INSEE | Población (2013) | Superficie (km²) | Densidad (hab./km²) |
| --------------- | ------------ | ---------------- | ---------------- | ------------------- |
| Fontenay        | 50189        | 327              | 6.85             | 48                  |
| Romagny         | 50436        | 1019             | 29.46            | 35                  |